# Alžběta Opolská
Alžběta Opolská (1360 – 1374) byla první manželka Jošta Moravského, který ovšem titul moravského a braniborského markraběte a římskoněmeckého krále získal až po její smrti. Byla dcerou Vladislava II. Opolského a jeho první manželky Alžběty Valašské a pocházela z dynastie Piastovců.
Alžběta se za asi jednadvacetilého Lucemburka Jošta provdala v roce 1372, ve svých dvanácti letech. Zemřela ovšem už o dva roky později a nezanechala potomky. Ještě v roce 1374 se Jošt oženil podruhé, tentokrát s Alžbětinou o něco starší tetou Anežkou. Obě Joštova manželství ovšem zůstala bezdětná, a tak se stal posledním Lucemburkem, který na Moravě vládl.